# Senare Tang
Senare Tang (kinesiska: 后唐, Hòu Táng) var en kortlivad kinesisk dynasti år 923 till 936 under tiden för De fem dynastierna och De tio rikena. Senare Tang var ett återskapande av den tidigare blomstrande Tangdynastin.

## Historia
Tangdynastin (618-907) var en av Kinas starkaste och mest blomstrande dynastier och styrdes av kejsare från familjen Li 李. Under 800-talet försvagades dynastin mer och mer tills dynastin slutligen föll år 907, och Zhu Wen bildade Senare Liangdynastin samma år. År 923 erövrade Li Cunxu den Senare Liangdynastins huvudstad Kaifeng och återskapade Tangdynastin med Luoyang som huvudstad. Li Cunxu hade inte biologiskt släktskap med de tidigare kejsarna under Tangdynastin, men Li Cunxus farfar blev belönad med det kejserliga efternamnet Li år 869 efter framgångar på slagfältet. Li Cunxu fick postumt titeln kejsare Zhuangzong. Li Cunxu blev mördad av rebeller 925. Interna stridigheter karakteriserade den återstående tiden för Senarea Tangdynastin. Dynastin föll 936 efter att Kejsare Fei begått självmord när en svåger till kejsare Mingzong erövrade huvudstaden Luoyang och bildade Senare Jindynastin.

## Utbredning
Senare Tangdynastin etablerade sin huvudstad i Luoyang tidigt 924. Dynastin upptog Henanprovinsen, Shandongprovinsen and Shanxiprovinsen. Även stora delar av Hebeiprovinsen and Shaanxiprovinsen och delar av Gansuprovinsen, Anhuiprovinsen, Ningxiaprovinsen, Hubeiprovinsen and Jiangsuprovinsen styrdes av dynastin.

## Regentlängd
Se även Lista över Kinas kejsare
| Zhuangzong 庄宗 | Li Cunxu 李存勖                                    | 923-925  | son till Li Keyong           |
| Mingzong 明宗 | Li Dan 李亶 alt. Siyuan 嗣源 alr. Miaojilie 邈吉烈 | 926-933. | adopterad son till Li Keyong |
| Minzong 闵宗 | Li Conghou 李从厚 alt. Pusanu 菩萨努               | 933-934  | son till Mingzong            |
| Kejsare Fei 废帝 | Li Congke 李从珂 alt. Wang'asan 王阿三             | 934-936  | adopterad son till Mingzong  |
| 1 Där inget annat anges, Ref. ”Chinese History - Rulers of the Five Dynasties 五代 (907-960)” (på engelska) (htm). CHINAKNOWLEDGE. http://www.chinaknowledge.de/History/Tang/wudai-rulers.html. Läst 30 november 2014. |                                                    |          |                              |